# Zlatá ulička
Zlatá ulička (oficiální název Zlatá ulička u Daliborky) (německy Goldenes Gässchen) na Pražském hradě se nachází mezi zdí jeho severního opevnění a starým purkrabstvím. Domky vestavěné od konce 16. století do výklenků hradby byly obývány až do 2. světové války. Malebný ráz uličky byl vnímán už za první republiky a dbá se na to, aby nebyly domky příliš měněny. V současné době jsou zde galerie, originální krámky a expozice. Celá ulička se těší poměrně velké oblibě turistů, snad i pro svůj pohádkový vzhled vybledlých pastelových tónů, maličkých oken a dveří, nízkých střech a množství komínů.

## Umístění
Ulička se nachází v severovýchodní části Pražského hradu, v prostoru parkánu mezi starší románskou hradební zdí a pozdně gotickou parkánovou hradbou v úseku mezi Bílou věží a Daliborkou, kterou zřejmě vybudoval Benedikt Rejt. V obloucích vyztužujích tuto zeď pak vznikala nuzná obydlí, která se od 16. století rozšiřovala do podoby dnešních domků.

## Dějiny uličky

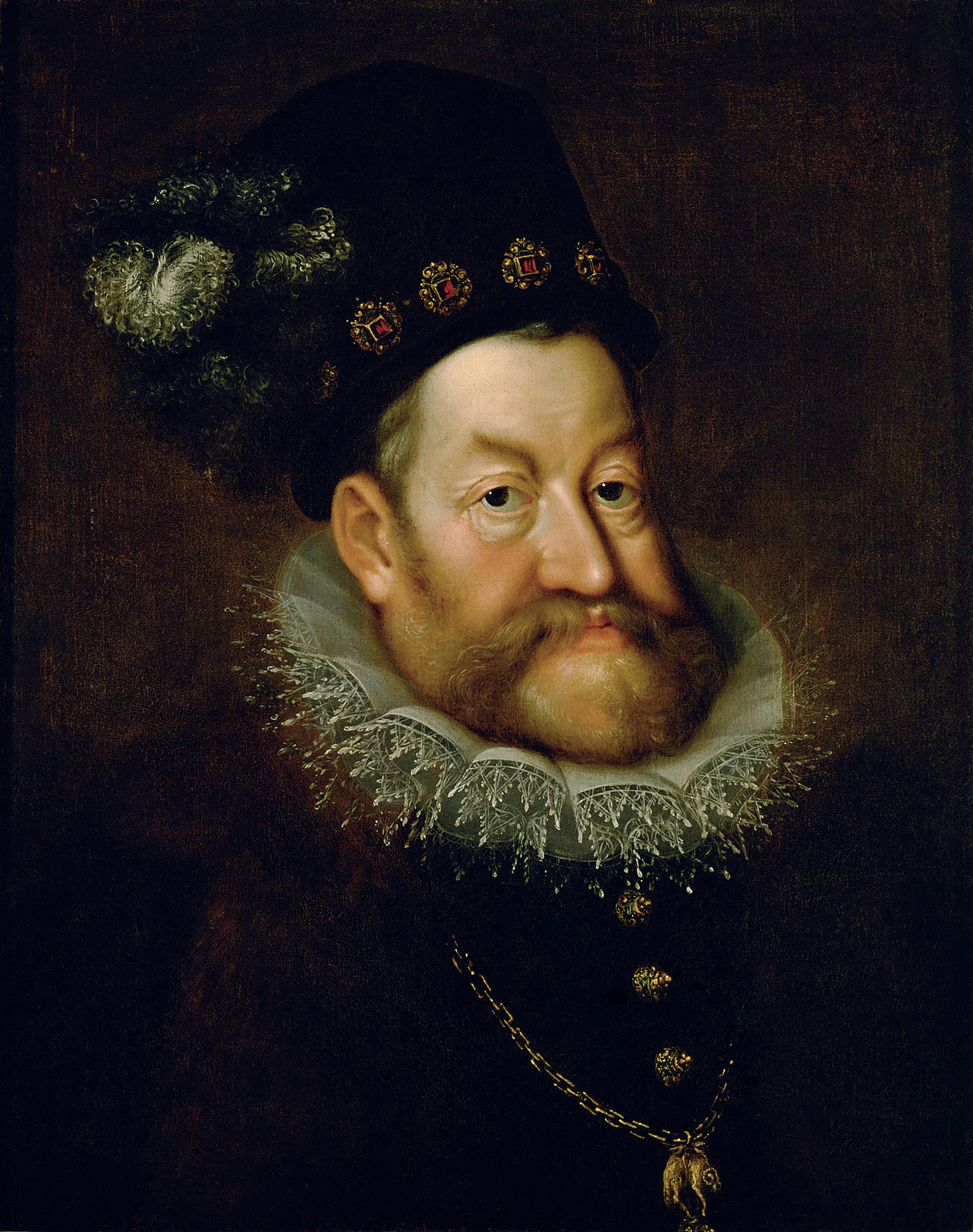
Rudolf II., milovník alchymie a astrologie

Nejstarší název uličky byl prý Zlatnická, protože tu údajně v 16. století bydleli zlatníci. To je ale velmi nepravděpodobné, protože se jednalo o nejchudší část Hradčan. Další výklad názvu souvisí s alchymisty, kteří se tu měli pokoušet o výrobu zlata.
Dle jiných informací zde žádní alchymisté nebyli, ale bydleli zde příslušníci hradní stráže, kteří měli na uniformě zlaté/žluté vyšívání.
Je také možné, že se jednalo o žertovné ironické pojmenování nuzné uličky.
V roce 1597 požádali „střelci při branách Pražského hradu“ císaře Rudolfa II. o svolení, aby mohli v nově opravené zdi oblouky zazdít a zřídit si v nich komůrky, které by zabíraly jen hloubku výklenků. V reskriptu datovaném 16. září 1597 Rudolf jejich zřízení povolil. „Červení střelci“, jak se jim podle barvy stejnokroje přezdívalo, nedostali nové příbytky darem.
Stavěli si je vlastním nákladem a také je prodávali a kupovali, nejdříve mezi sebou a později i jiným osobám, které do jejich sboru nepatřily. Zpočátku to byli různí zaměstnanci Hradu – vrátní, hlídači, zvoníci apod., později i lidé, kteří ve Zlaté uličce sami nebydleli a domky dále pronajímali. Velmi brzy se domky začaly rozšiřovat do uličky různými přístavky a topeništi. Nové přístavky vznikaly i při protilehlé románské zdi a stěně hradního purkrabství. Prostor uličky byl nakonec tak stísněný, že místy nedosahoval na šířku ani jednoho metru.
Při asanaci v roce 1864 byly tyto přístavky, kotce a dřevěné kolny odstraněny a ponechány pouze domky podél severní hradby.
Ve druhé polovině devatenáctého století si obyvatelé uličky uvědomili ekonomický potenciál svých domečků a ze Zlaté uličky, opředené mýty a legendami, se stala důležitá atrakce pro turisty. Zvědaví hosté se mohli za poplatek podívat oknem do Jeleního příkopu, který byl jinak pro veřejnost uzavřen. Rovněž již od počátku dvacátého století byly pro návštěvníky připraveny pohlednice s výjevy každodenního života v uličce.
Po druhé světové válce Kancelář prezidenta Československé republiky domky od posledních majitelů vykoupila a celková úprava Zlaté uličky byla dokončena v roce 1955 pod vedením architekta Pavla Janáka. Barevné řešení fasád navrhl malíř a filmový tvůrce Jiří Trnka. V současné době se domečky ve Zlaté uličce využívají jako prodejny. Např. krámek s keramikou v čp. 23 o ploše 34 m² pronajímala Správa Pražského hradu na začátku roku 2020 za 200 000 Kč měsíčně.
Do roku 2002 byla ulička volně veřejně přístupná. K 16. březnu 2002, kdy bylo vstupné za kompletní prohlídku historických budov Pražského hradu skokově zvýšeno ze 120 na 220 Kč, byl zároveň zpoplatněn i vstup do dosud volně přístupné Zlaté uličky. Kromě získání více peněz na údržbu zdůvodňovala Správa Pražského hradu opatření také úmyslem umožnit lepší kontrolu nad chováním návštěvníků, protože především cizincům chybí základní úcta k památkám a často ignorují zákazy. Situace byla podle ní kritická právě ve Zlaté uličce a v katedrále. Pro jiné médium zpoplatnění zdůvodnila potřebou omezit neúnosné přetížení některých prostor množstvím návštěvníků. Zároveň se zdražením bylo zřízeno místo dosavadního jednoho tři prohlídkové okruhy, přičemž nejdelší z nich zahrnoval katedrálu svatého Víta, Starý královský palác, baziliku svatého Jiří a Prašnou věž a nově se rozrostl o Daliborku a Zlatou uličku. Třebaže samostatné vstupné do Zlaté uličky bylo v této fázi stanoveno na 40 Kč, právě zpoplatnění vstupu do této uličky se stalo předmětem největší kritiky.
V květnu 2010 byla ulička uzavřena z důvodu rekonstrukce. Důvodem byly propady kanalizace, které ohrožovaly statiku budov. Spolu s výměnou kanalizace byly obnoveny všechny inženýrské sítě. Zásadní proměnou prošly i domky, z toho 9 domků se stalo součástí expozice, do nichž lze pouze nahlédnout od vstupu přes sklo, a zbylých 7 domků je pronajímáno jako obchody. Rekonstrukce byla plánována na 17 měsíců, ale zkrácena na 13. Stála 34 milionů Kč a dalších 5 milionů bylo vynaloženo na restaurování. Když byla ulička 1. června 2011 znovu otevřena, samostatně navštívit ji již nebylo možné – pouze v rámci malého prohlídkového okruhu za 250 Kč nebo velkého za 350 Kč (děti a senioři za polovic).

## Vzhled domků
Celá ulice je dlážděná tzv. kočičími hlavami, ulička je úzká a domky připomínají domečky pro panenky. Nejvěrohodněji ukazuje podobu obydlí z 16. století dům č. 20 s hrázděným patrem a nejlépe původní velikost dokazuje dům č. 13, jehož průčelí do ulice vůbec nevstupuje, protože jako jediný dům z uličky dodržuje dodnes původní ustanovení o vložení komůrky do oblouku hradby. Podstřeší oblouků hradební zdi tvoří obranná chodba spojující Bílou věž s válcovou dělovou věží jagellonského opevnění – Daliborkou (v domku č. 12 se schodištěm vstupuje na terasu před touto věží).

## Věž Daliborka
Daliborka byla postavena v roce 1496 jako věznice. Jeden z příběhů vypráví, že je pojmenována po prvním vězni, který ji obýval – mladém šlechtici Daliborovi z Kozojed. Z dlouhé chvíle se naučil krásně hrát na housle. Lidé chodili k věži, čekali a poté poslouchali jeho hru, jednou se jí už ale nedočkali. Bedřich Smetana, hudební skladatel 19. století, zkomponoval podle tohoto příběhu svou operu Dalibor. Další vězeň Daliborky byl východočeský hrabě František Antonín Špork – byl to známý mecenáš a milovník umění (žil v 18. století).

## Známé osobnosti

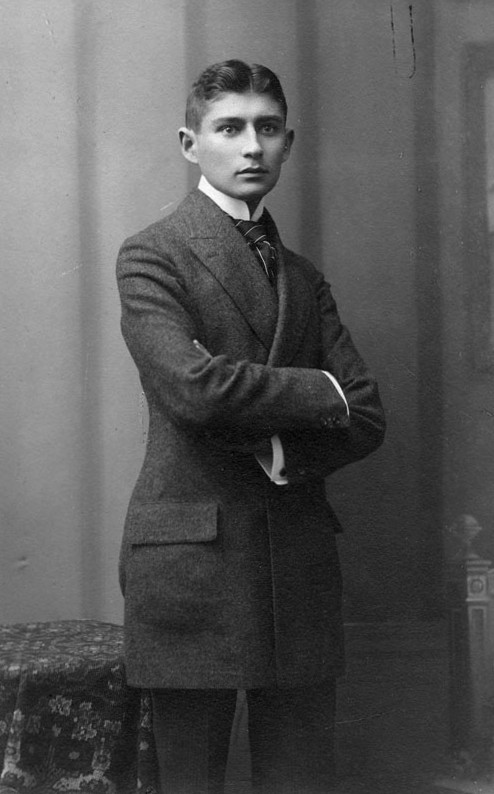
Franz Kafka kolem roku 1906

Ulička si získala přízeň mnohých českých spisovatelů, výtvarníku či básníků. V domě č. 22 tu žil od listopadu 1916 do března 1917 spisovatel Franz Kafka (umožnila mu to jeho sestra Ottla), napsal zde většinu povídek sbírky Venkovský lékař. V domku č. 12 se scházeli spisovatelé a básníci – František Halas, Jaroslav Seifert nebo Vítězslav Nezval. Spisovatel a mystik Gustav Meyrink sem umístil mytický dům U Poslední lucerny; lze jej údajně spatřit jen za jistých nocí, jinak je na jeho místě pouze hradební zeď. Po překročení prahu tohoto domu prý poutník vkročí do oné druhé, mytické a literární Prahy, jež podle legend paralelně existuje jako "druhé město" ve městě. Na Meyrinka navázal ve svém románu Černobílé rty spisovatel Petr Maděra, zmíněný dům i ulička jsou dějištěm několika klíčových pasáží knihy.
Ve Zlaté uličce pobývali například i spisovatel Jiří Mařánek, Otakar Štorch-Marien nebo již zmíněný Jaroslav Seifert. Ten bydlel v domku, který přiléhal ke Zlaté uličce, ale dnes už nestojí (viz mysteriózní vzpomínku Klíč v závěji in Všecky krásy světa). V domku s vývěsním štítem s motivem sovy, křišťálové koule, karet a kočky žila před druhou světovou válkou věhlasná pražská věštkyně, kartářka a jasnovidka Matylda Průšová, uměleckým jménem Madame de Thébes. Nakonec zahynula v důsledku mučení při výslechu gestapa.